# Giovanni Jatta
Giovanni Jatta (Ruvo, 21 ottobre 1767 – Ruvo, 9 dicembre 1844) è stato un magistrato e archeologo italiano.

## Biografia
Nato da Francesco Jatta, oriundo di Conversano, e Lucia Jurilli, nipote del medico Domenico Cotugno, iniziò i suoi studi umanistici nel seminario di Nola, dove fu allievo di Ignazio Falconieri, per poi dedicarsi a studi giuridici a Napoli con Cianciulli (ministro di Giustizia di Giuseppe Bonaparte), e facendo praticantato nello studio di Ricciardi (ministro di giustizia con Gioacchino Murat e poi, nel 1820, con Ferdinando durante il breve governo costituzionale).
Il pensiero di liberalismo assimilato nel periodo bonapartista lo condusse ad impegni civili seguendo quello spirito innovatore che agitava gli intellettuali europei alla fine del secolo XVIII, partecipando ai moti rivoluzionari del 1799, tanto da esserne condannato all'esilio.
Si ricorda il suo giudizio a favore dell'Università di Ruvo contro il feudatario dello stesso paese, il conte Ettore Carafa, Duca di Andria. Tale causa iniziata nel 1797, dopo tre anni di ricerche, durò quasi un decennio a causa della difficoltà e della vastità della materia, dall'asprezza della lotta politica di quei tempi e dalla potenza ed influenza della famiglia contro cui era rivolto. Il suo giudizio, storicamente rilevante, considerando il tempo in cui venne emesso, mirava a disgregare il feudo, far cessare l'usurpazione di terre demaniali, dare respiro alla miseria del Comune e alle lotta dei contadini, a una sorta di politica agraria più redditizia, trasformando il pascolo e il terreno a grano in coltivazioni arboree.

### Carriera nella magistratura napoletana
Entrò in magistratura assumendo la carica di Regio Procuratore di prima istanza nel 1809, nel 1812 divenne Regio procuratore generale sostituto alla Corte d'appello di Napoli e prese anche la carica di Regio Procuratore Generale presso il Consiglio delle Prede Marittime. Fu licenziato da tali incarichi nel 1821 in seguito all'allontanamento di numerosi magistrati dalle cariche istituzionali e, come reazione al decadimento della magistratura napoletana, si ritirò a vita privata a Napoli, dedicandosi prima alla consulenza legale, quindi allo studio dei classici greci e latini.

### Saggista e archeologo
Scrisse il Cenno storico sull'antichissima città di Ruvo nella Peucezia, suo testamento morale, pubblicato nel febbraio del 1844, opera che, nella prima parte, è dedicata alle origini e al periodo più florido della città di Ruvo, centro ricchissimo per attività artistica fra le colonie della Magna Grecia.
A cavallo tra il XVIII e il XIX secolo, infatti, Giovanni Jatta venne contagiato dall'entusiasmo che suscitavano gli scavi di Ercolano e di Pompei e l'intenso fervore di ricerche archeologiche si svolgevano sia in Grecia che in Italia, dove Napoli era centro primario e privilegiato. La circostanza che la sua città natale fosse uno degli antichi centri di attività dei ceramisti e con una ricchissima necropoli, contribuì a far nascere la sua passione di collezionista di reperti archeologici, a partire dal 1809 cominciò a muoversi con perizia nella corsa all'accaparramento dei pezzi migliori, scegliendoli in base alla finezza del disegno, la bellezza dello stile e la rappresentazione mitologica. Dopo aver così formato un nucleo consistente di reperti archeologici comprando sul mercato antiquario di Napoli, dapprima partecipò, insieme al fratello Giulio, a società per scavare costituitesi in Ruvo, poi promosse scavi nei fondi di proprietà di famiglia, demandando il compito di ricomporre le parti mancanti dei singoli reperti al suo restauratore di fiducia, don Aniello Sbani.
Morì a Ruvo il 9 dicembre 1844, senza vedere la sua collezione, unita a quella del fratello Giulio, riordinata nel nuovo palazzo di famiglia; cosa definitivamente realizzata dal nipote Giovannino.

## Opere e saggi
- Cenno storico sull'antichissima città di Ruvo..., Napoli, Tipografia di Porcelli, 1844.